# Casinaria japonica
Casinaria japonica là một loài tò vò trong họ Ichneumonidae.